# 布劳博伊伦
布劳博伊伦（德語：Blaubeuren，發音：[ˌblaʊˈbɔʏʁən] ⓘ）是德国巴登-符腾堡州蒂宾根行政区山地-多瑙县的城市，面积79.11平方千米，2023年12月31日人口为12,657人。